# Morina chinensis
Morina chinensis là một loài thực vật có hoa trong họ Kim ngân. Loài này được Diels ex Grüning, Pax & K. Hoffm. mô tả khoa học đầu tiên năm 1922.